# Marxa Mundial de les Dones
La Marxa Mundial de les Dones és una iniciativa feminista originada l'any 1996 que engloba agrupacions i moviments de dones de tot el món.
La marxa mundial té el seu origen en una altra marxa, Du pain et des roses, que tingué lloc al Quebec entre el 26 de maig i el 4 de juny de 1995: huit-centes cinquanta dones caminaren dos-cents kilòmetres fins a la Ciutat de Quebec, on foren rebudes per quinze mil persones davant l'Assemblea Nacional del Quebec.
El Dia Internacional de la Dona Treballadora de l'any 2000, la Marxa Mundial mogué simultàniament de ciutats de tot el món, entre les quals Barcelona: unes dos-centes dones caminaren del monument a Cristòfor Colom fins a la Font de Canaletes després de la lectura del manifest a càrrec de l'escriptora Rosa Regàs; la Marxa acabà el 17 d'octubre a Nova York.